# 완두순

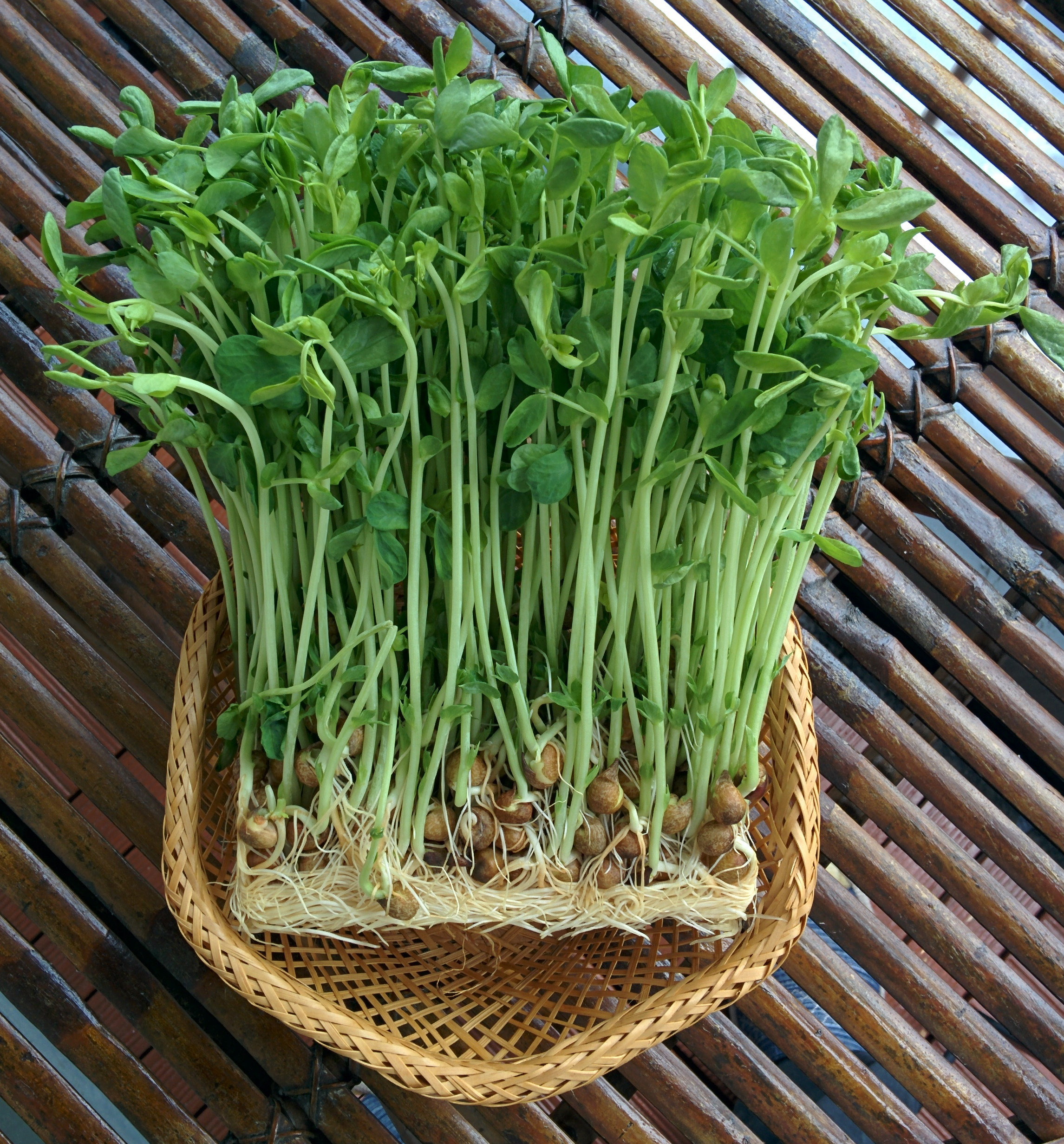
완두순

완두순(豌豆筍)은 완두에서 싹을 내어 기른 채소이다. 중국과 일본에서는 두묘(豆苗, 중국어: dòumiáo 더우먀오[*]. 일본어: とうみょう 토묘[*])라 부른다.

## 같이 보기
- 무순